# Franz Ferdinand (band)
Franz Ferdinand is een in 2001 opgerichte Schotse rockband. De band werd in Glasgow gevormd door zanger-gitarist Alex Kapranos, gitarist Nick McCarthy, bassist Bob Hardy en drummer Paul Thomson.
De band kende in 2004 zijn doorbraak met het debuutalbum Franz Ferdinand, dat de Mercury Music Prize won en het album van het jaar werd bij de NME Awards. De doorbraak van Franz Ferdinand was de single "Take Me Out", dat de derde plek behaalde op de UK Singles Chart. Een jaar later verscheen het vervolgalbum You Could Have It So Much Better met als leadsingle "Do You Want To". Na een rustpauze van twee jaar volgde in 2009 het derde album Tonight: Franz Ferdinand, met onder andere de single "Ulysses".
Franz Ferdinand was onderdeel van de postpunkrevival van begin 21e eeuw. Alhoewel hun muziek verder vlagen bevat van art rock en indie, heeft de band zichzelf meerdere keren gewoonweg omschreven als 'pop'.

## Biografie

### 2001-2003: Formatie en eerste ep
Franz Ferdinand werd in 2001 in Glasgow opgericht. Zanger-gitarist Alexander Kapranos was al enkele jaren actief in de muziekscene van die stad. Hij ontmoette Paul Thomson in de band The Yummy Fur, waar hij basgitaar speelde. De twee begonnen samen muziek te maken: een soort uptempo elektronische popmuziek. Tegelijkertijd ontmoette Kapranos Robert Hardy, student aan de Glasgow School of Art. Hij besloot hem basgitaar te leren spelen: "Ik wist dat hij een geweldige kerel was en dat hij van muziek hield. Iedereen kan zijn vingers over een fretbord bewegen, maar niet iedereen kan goede muziek waarderen." Nicholas McCarthy, getraind in klassieke piano, keerde in 2001 terug uit München waar hij de jazzbas studeerde in een conservatorium. Hij ging op zoek naar een band, maar kon geen geschikte kandidaten vinden totdat hij Kapranos tegenkwam. Hij speelde een vroege versie van "Darts of Pleasure" aan McCarthy, die meteen enthousiast raakte. De band begon aanvankelijk als trio: Thomson was er nog niet bij en McCarthy fungeerde toentertijd als drummer (hoewel hij daarvoor helemaal geen ervaring had). Als oefenruimte hadden ze het huis van McCarthy. Toen Thomson bij de band werd gevraagd, wilde hij alleen als gitarist fungeren. Later wisselden McCarthy en Thomson alsnog van instrument. De bandnaam is afgeleid van de aartshertog van Oostenrijk Franz Ferdinand.
Er werd een andere oefenruimte gevonden: een verlaten pakhuis dat door de bandleden werd omgedoopt tot 'The Chateau'. Het werd het ontmoetingspunt van de band, waar behalve bandrepetities ook feesten werden gehouden die zowel muziek als kunst bevatten. Er werden exposities van lokale artiesten georganiseerd en optredens van lokale bands gegeven. Kapranos had muzikaal gezien een doel voor ogen: 'muziek maken waarop meisjes konden dansen'. Die boodschap werd ook verspreid naar enkele studenten, die daarop hun eerste optreden voor de band regelden in een Girls Art-expositie. De feesten in The Chateau eindigden toen ze door de politie werden ontdekt, waardoor de band ook op zoek moest naar een nieuwe repetitieruimte. Ze vonden er een in een Victoriaanse rechtbank, waar ook de feesten werden doorgezet.
In de zomer van 2002 werden enkele nummers opgenomen en op een ep geplaatst. Het was eerst de intentie van de band om de plaat zelf uit te brengen. Franz Ferdinand hield in 2003 enkele optredens in Londen in de hoop om óf geld te verzamelen om hun ep uit te brengen, óf aandacht te krijgen van iemand die hen wilde financieren. Dat laatste werd werkelijkheid toen dankzij de optredens de populariteit van de band steeg en ongeveer 40 platenlabels hun plaat wilden uitbrengen. Domino Records-baas Lawrence Bell was uiteindelijk het meest overtuigend en de band koos op 15 juni voor zijn label. Later dat jaar brachten zij de Darts of Pleasure ep uit. Franz Ferdinand verscheen dat jaar als voorprogramma van onder andere Hot Hot Heat, Interpol en Belle & Sebastian. Tijdens de optredens in Londen in 2003 ontmoette de bandleden de Zweedse producer Tore Johansson, bekend van zijn werk met The Cardigans. Johansson en de band kwamen tot een samenwerking die op uitnodiging van hem plaats ging vinden in Malmö. Daar werden de nummers voor het debuutalbum opgenomen. Kapranos: "We konden daar relaxed werken, zelfs in de studio slapen en wat van Zweden zien, dus het was een geweldige ervaring."

### 2004: Debuutalbum

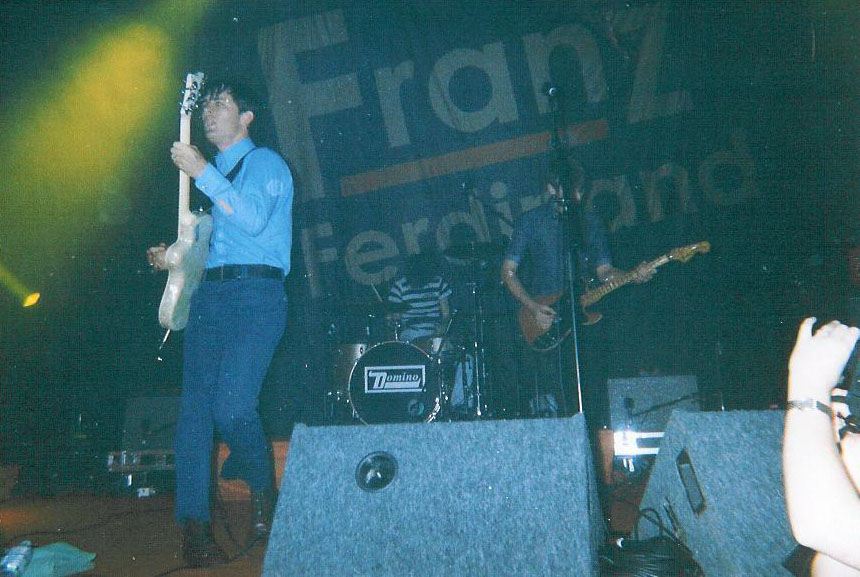
Franz Ferdinand in 2004, met Nick McCarthy op de voorgrond.

De eerste single die uitgebracht werd, was "Darts of Pleasure". Een stuk succesvoller was echter de tweede single "Take Me Out", het nummer dat de doorbraak van de band zou betekenen. De video won de Breaktrough Video Clip op de MTV Video Music Awards. Ook stonden ze voor het eerst op de cover van NME en werden ze door hetzelfde blad '2004's hottest band' genoemd. Op 9 februari verscheen het debuutalbum Franz Ferdinand. Er werden behalve "Darts of Pleasure" en "Take Me Out" ook "The Dark of the Matinée", "Michael" en "This Fire" uitgebracht. "Darts of Pleasure" en "Take Me Out" bereikten de top 10 van de Britse hitparade. De Britse toer in het voorjaar verkocht snel uit en in Londen werden twee extra concerten bijgeboekt.
In de zomer stond de band op verschillende grote festivals, zoals Lowlands, Rock Werchter en Pukkelpop. Ook waren ze openingsact voor U2 tijdens hun Vertigo Tour. Om het album in de Verenigde Staten uit te brengen, vergaarde Franz Ferdinand na het succes in eigen land een miljoenendeal bij Epic Records. Het album kreeg daar de platina-status. In november nam de band deel aan een benefietconcert voor Soedan, georganiseerd door de Verenigde Naties in de Royal Albert Hall. In november 2004 leidde een ruzie tussen Kapranos en McCarthy bijna tot de opsplitsing van de band. Na een intensief concertschema bereikten de opgebouwde spanningen in Parijs een hoogtepunt. McCarthy: "Ik dacht er zeker aan om uit de band te stappen. In de dagen erna dacht ik, is het wel waard als we elkaar zo op de zenuwen zitten? Maar onze vriendschap was ook ontstaan uit een ruzie, dus het zit wel goed. Anderhalf jaar lang op elkaars lippen zitten zorgt ervoor dat je bij de kleinste dingen al elkaar de schuld geeft."
Het jaar werd afgesloten met twee 'homecoming'-concerten in het Glasgow SECC op 18 en 19 december. 2004 was qua prijzen een vruchtbaar jaar: de band won de Mercury Prize voor het beste Britse album en in 2005 won de band twee Brit Awards (beste Britse band, beste Britse rockband) en werd het genomineerd voor drie andere (beste Britse album, beste Britse doorbraak en beste Britse live act). Eind 2004 werden er enkele nieuwe nummers gespeeld, zoals "Your Diary", "This Boy" en "I'm Your Villain". In dat jaar werden ongeveer 20 nummers geschreven die mee werden genomen naar de opnamen van het tweede album. Deze stonden gepland voor de eerste maanden van 2005 op het Schotse platteland. Van de 20 nummers werden er elf uitgekozen. Het eerste optreden werd in april tijdens de Teenage Cancer Trust in de Royal Albert Hall gehouden. In mei won Franz Ferdinand een Ivor Novello Award voor Britse tekstschrijvers in de muziek. "Take Me Out" won in de categorie 'Best Contemporary Song'.

### 2005-2008:You Could Have It So Much Better
Het tweede album kreeg aanvankelijk geen naam, volgens Kapranos: "Het hele punt van het album is dat het geen titel heeft. We hebben een tijd geleden besloten dat we geen van de albums titels wilden geven, ze zouden gewoon Franz Ferdinand genoemd worden. De albums moeten onderscheiden worden door hun kleuren." In augustus kreeg het album toch een naam: You Could Have It So Much Better… With Franz Ferdinand. Later werd deze titel afgekort tot You Could Have It So Much Better. Het album werd op 3 oktober uitgebracht. Er volgden enkele singles: "Do You Want To", "Walk Away", "The Fallen / L. Wells" en "Eleanor Put Your Boots On".
Voor september en oktober werd een Amerikaanse tour georganiseerd, gevolgd door een Engelse toer in november. Op 14 november werd de dvd Franz Ferdinand uitgebracht, waarop optredens in onder andere Londen en San Francisco te zien zijn.

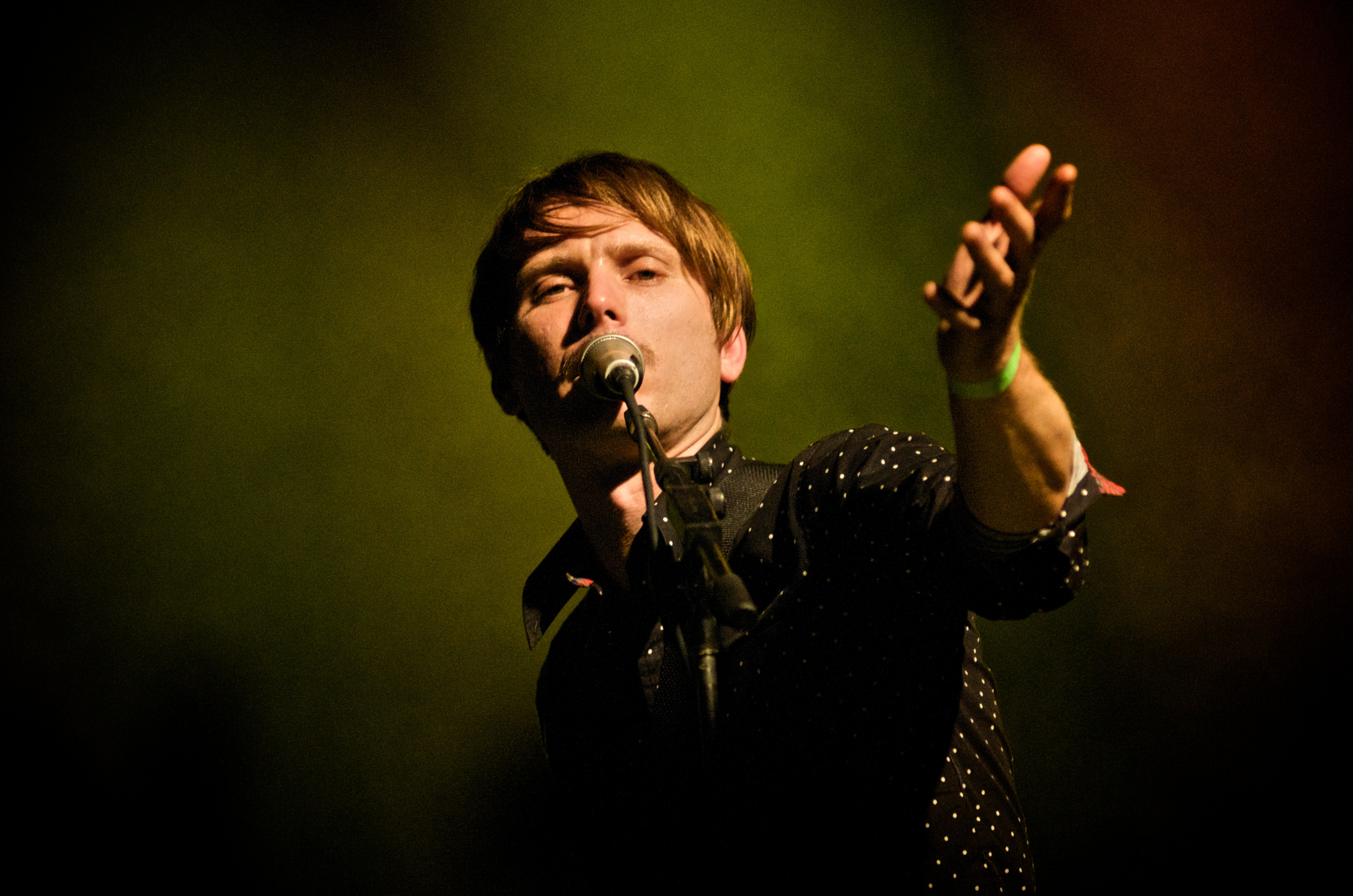
Alex Kapranos in São Paulo in 2009.

Plannen voor het derde album ontstonden reeds in 2005. In oktober verklaarde Kapranos dat dit album anders zou zijn dan hun eerste twee platen. Eind december waren er 14 nummers geschreven. De planning was om in januari de studio's in te gaan. Het jaar 2006 werd uiteindelijk toch een rustmoment voor de band. Kapranos in mei: "We zijn de afgelopen drie jaar continu op weg of in de studio's geweest en ik denk dat iedereen tijd nodig heeft om bij zijn vriendin of vrouw te zijn." Ook verklaarde hij dat het toeren hem geen inspiratie gaf voor nieuwe teksten. Als datum voor het derde album werd begin 2008 genoemd. Ondertussen ondernamen de bandleden hun eigen projecten: Kapranos werkte als producer aan het album Men's Needs, Women's Needs, Whatever van The Cribs. McCarthy vormde zijn zijproject Box Codax met Alexander Ragnew en bracht in 2006 een ep uit.
Franz Ferdinand was in 2006 ook voor het publiek te zien: ze stonden onder andere op de Coachella, Benicassim, Oxegen, T in the Park en Reading en Leeds Festivals. Ook was de band het voorprogramma van Depeche Mode tijdens twee Duitse shows. In 2007 werd er verder gewerkt aan het album en er ontstonden enkele demo's met nieuwe nummers. Er werd een tijd gewerkt met producer Brian Higgins, maar de samenwerking bleek niet succesvol. Ook was de band in enkele optredens te zien, zoals bij een kleine concertreeks in Schotland Ook in 2008 volgden er concerten: kleine optredens om nieuwe nummers uit te testen, een verrassings-optreden op het Glastonbury Festival en shows op het Latitude Festival en Lowlands. Het eerste nummer dat van het nieuwe album te horen was, werd "Lucid Dreams". Deze single werd op de website van Franz Ferdinand geplaatst en was daarnaast te horen in het spel Madden NFL 09. In september werd een kleine Europese toer gepland, die begon in Parijs en eindigde in de WATT in Rotterdam.

### 2009 tot 2015:Tonight: Franz Ferdinand
Op 26 januari 2009 werd Tonight: Franz Ferdinand uitgebracht. De eerste singles werden "Ulysses", "No You Girls" en "Can't Stop Feeling". Ter promotie werd een concertreeks georganiseerd die februari in Ierland en het Verenigd Koninkrijk begon. Verder werden in 2009 concerten voor de rest van Europa en Noord-Amerika gepland. In de zomer stond Franz Ferdinand geprogrammeerd voor een reeks Europese festivals, waaronder T in the Park, Pinkpop, Glastonbury Festival en Rock Werchter. In het najaar volgde een toer door Europa en in 2010 een concertreeks in Australië en Zuid-Amerika. De reeks concerten voor Tonight: Franz Ferdinand werd in mei 2010 afgesloten met optredens in Spanje en Portugal.
In januari maakte Kapranos al bekend dat hij en McCarthy bezig waren met nieuwe nummers. Ondertussen droeg de band bij aan de soundtrack van Alice in Wonderland. Het nummer heet "The Lobster Quadrille" en verscheen op de cd Almost Alice.

### 2015 tot heden: Samenwerking met Sparks en herbezetting

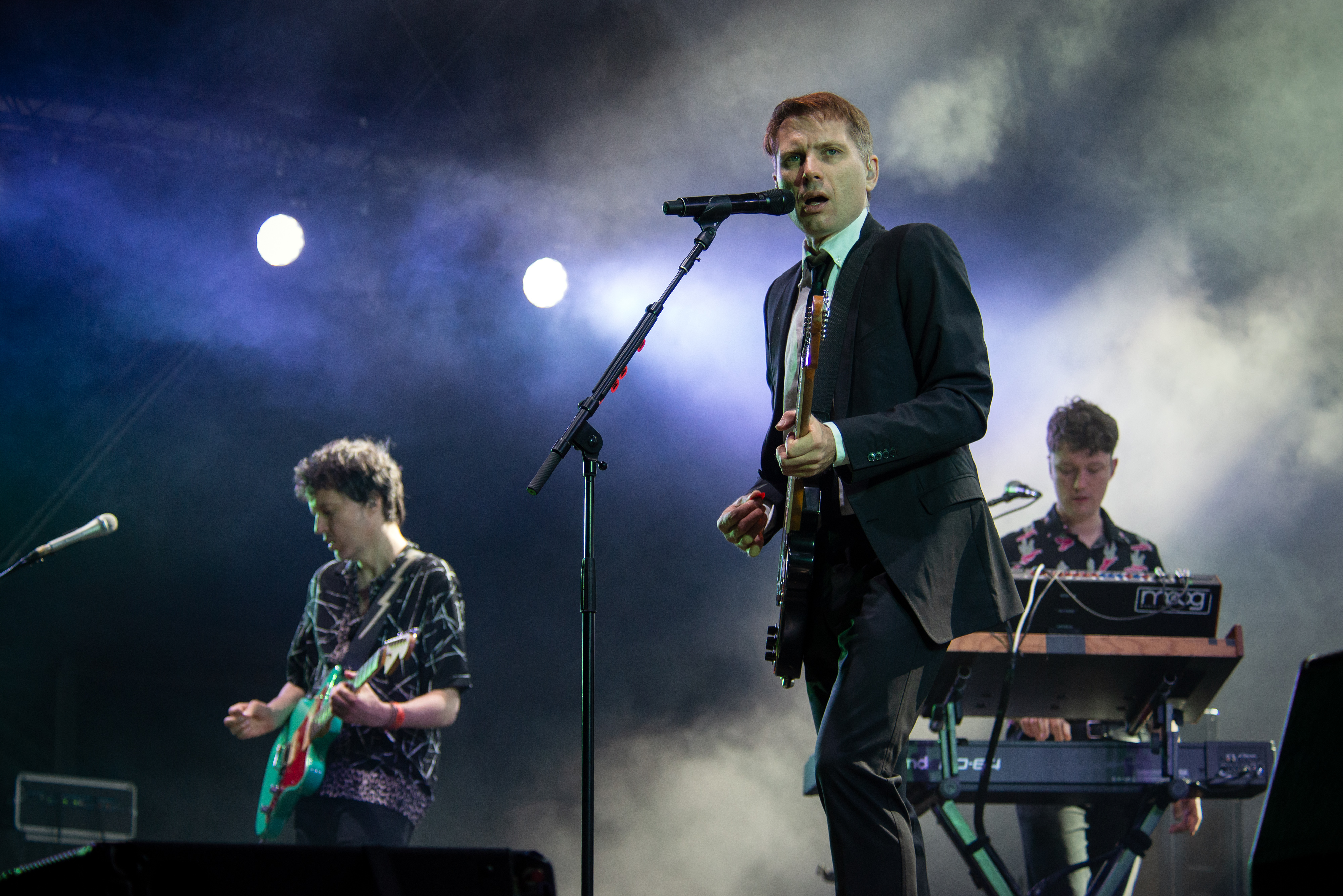
Franz Ferdinand tijdens een optreden op Les Escales in 2019.

In 2015 ging de band een samenwerking aan met het Amerikaanse rockduo Sparks. Samen brachten ze in dat jaar het album FFS uit, dat geproduceerd was door John Congleton. In deze formatie tourden de bands ook een korte tijd samen. Een jaar later kondigde Nicholas McCarthy aan dat hij Franz Ferdinand verliet om meer tijd met zijn gezin te kunnen doorbrengen. In 2017 breidde de band dan ook uit met twee nieuwe leden: Dino Bardot van de 1990s en Julian Corrie. Eind 2017 verscheen hun album Always Ascending en brachten ze de "gelijknamige single" uit.
In 2021 kondigde de drummer van de band, Paul Thomson, aan te stoppen en de rockband verving hem met de vrouwelijke drummer Audrey Tait. In 2022 verscheen een greatest hits-album van Franz Ferdinand: Hits to the Head. Op dit album verscheen ook een nieuw nummer van de band: "Billy Goodbye". Op 10 januari 2025 verscheen het album The Human Fear. De eerste single van dit album, "Audacious", werd door NPO Radio 2 uitgeroepen tot NPO Radio 2 Topsong.

## Muzikale stijl en invloeden

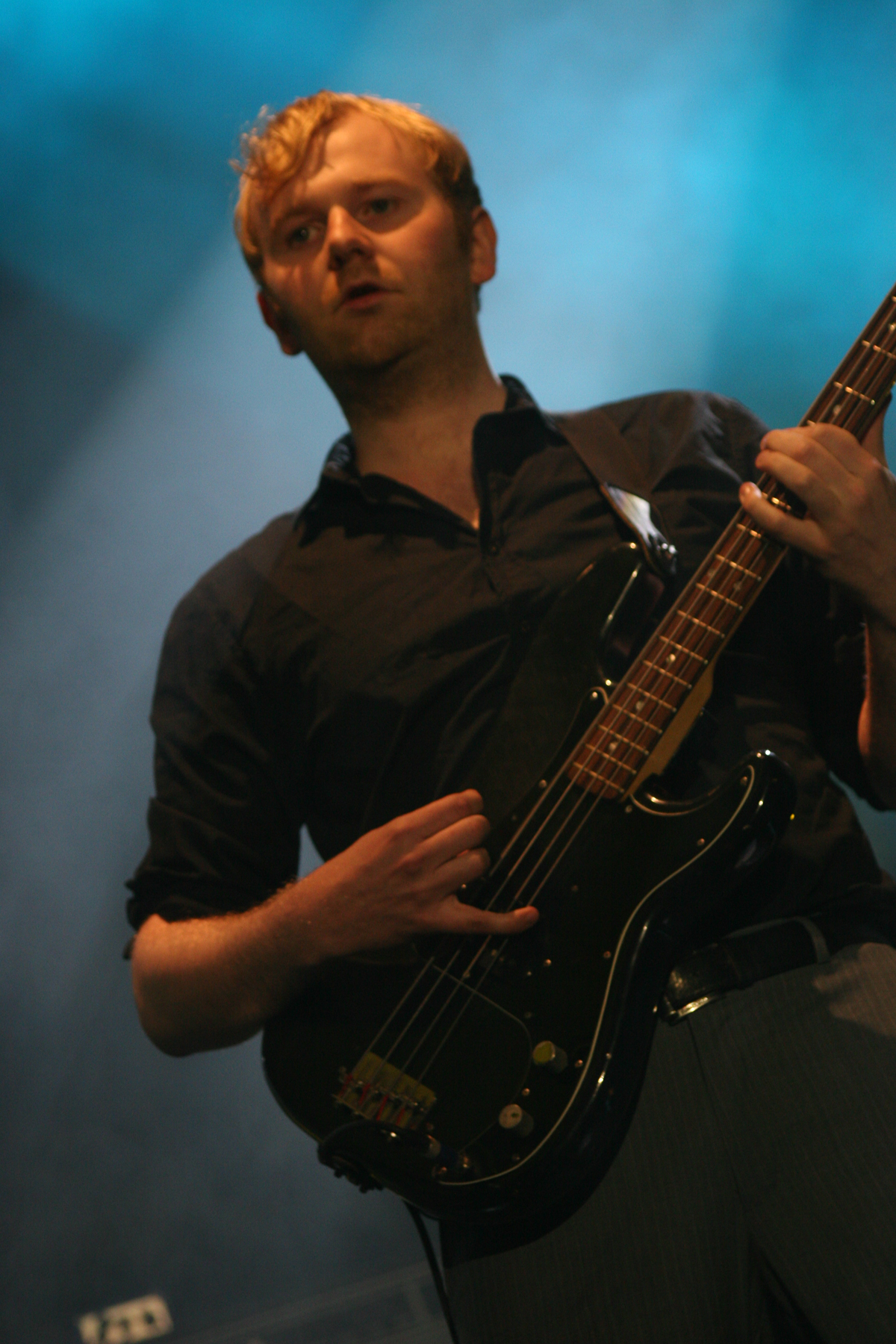
Bob Hardy op het Latitude Festival in 2008.

Qua muziekstijl is soms new wave en jaren 80-synthpop te horen. De band heeft zichzelf vaak beschreven als popband en streefde er weleens naar om popmuziek te maken. Een teken daarvan was het inhuren van Girls Aloud-producer Brian Higgins voor de opnamen van het derde album. Die samenwerking bleek uiteindelijk niet te werken, volgens Thomson voelde Franz Ferdinand zich "toch niet een popgroep". Kapranos in 2004: "Ik denk dat pop onlangs een vies woord is geworden en dat is zonde, want ik hou van popmuziek. Als de Sex Pistols nummer een in de hitlijst worden, is dat een van de beste momenten in popmuziek. Ook als Dexys Midnight Runners dat doet. Of Franz Ferdinand. Allemaal goede popbands. Dat is het huidige probleem; iedereen denkt dat popmuziek gemaakt moet worden door grote corporaties. Dat is het niet; popmuziek moet uit de slaapkamers van mensen komen, van de ideeën van echte mensen." De band werd tijdens de uitgave van Darts of Pleasure ep de ‘Schotse versie van Interpol’ genoemd. Op het album Franz Ferdinand was uiterst dansbare gitaarrock te horen, waarmee de groep in navolging van the Strokes en dance-punk bands als The Rapture, Yeahyeahyeahs en Liars teruggreep op Television, Roxy Music en de post-punk bands van de jaren tachtig.
De band leent invloeden van onder andere Talking Heads, de Schotse bands Josef K en Orange Juice en het Amerikaanse Chic. Ook worden door Kapranos Prince en Queen genoemd, maar dan "vooral vanwege de performance van deze bands". Andere bands die van invloed waren zijn Duran Duran en The Fall, waarbij hun stijl volgens Kapranos aansluit op het pop-concept: "Als je kijkt naar wat Duran Duran en Fall zelf luisteren, is dat allemaal Motown en Northern Soul. Maar hun leider Mark E. Smith zou dan alle muzikanten verzamelen en vragen: speel iets dat op The Beatles lijkt. In hun hoofd spelen ze popmuziek en zo zien wij het ook." Op veertienjarige leeftijd werd Kapranos een obsessieve Beatles-fan en probeerde hij met een vriend het gehele Lennon-McCartney-repertoire onder de knie te krijgen. Kapranos raakte geïnteresseerd in The Beatles door hun vrolijke melodieën en depressieve teksten, en noemt "Take Me Out" als zijn eigen voorbeeld daarvan: "Voor de meeste mensen is "Take Me Out" een bevestiging van een geweldig leven, maar er zit een metafoor in voor het eindigen van een relatie. Toen ik Beatles Anthology keek en ze "I’m Down" zongen, bogen ze hun hoofd en het publiek werd gek. De tekst was 'I’m Down', maar de muziek zei juist 'I’m Up'."
Voor het tweede album noemt de band Bob Dylan als een belangrijke inspiratie voor het schrijven van teksten van Kapranos. Dylan gebruikte vaak een willekeurig persoon uit een krant, om over hem/haar een lied te schrijven en te idealiseren. Kapranos gebruikte dezelfde tactiek voor "The Fallen". Deze persoon deed volgens Kapranos "enkele dingen waardoor hij een sociaal buitenbeentje werd. Het is een erg mysterieus karakter." Ook Queen was een reden voor Kapranos om teksten te gaan schrijven. Hij kreeg hiervoor de inspiratie toen hij op 14-jarige leeftijd bladmuziek van Queen vond. De teksten van de nummers worden meestal door Kapranos en McCarthy geschreven. McCarthy is ook incidenteel leadzanger op enkele nummers, zoals in "Tell Her Tonight". Hij vertelt dat de grote verschillen tussen hem en Kapranos ervoor zorgen dat ze een goed team zijn: "Misschien heeft hij meer een duistere kant dan ik. Ik ben positief en vrolijk, terwijl hij meer [grommend geluid] is."
In 2006 verklaarden Kapranos en McCarthy dat er geen speciale formule is voor het tekstschrijven. Kapranos: "Als het om teksten gaat, zijn er geen echte regels; er is geen goed of fout. Je beste werk kan ook een fout zijn. Ik heb er nooit training in gehad; het meeste tekstschrijven is spelen met de woorden totdat het goed klinkt. Ik heb altijd het gevoel gehad dat tekstschrijven voor muziek genegeerd wordt in de literaire wereld. Terwijl de beste Schotse schrijver ooit, Rabbie Burns, muziekteksten schreef." Kapranos verklaarde verder dat zijn teksten meestal 'nonsens' waren, maar toch goed klonken. De teksten van Franz Ferdinand gaan veelal over liefde en relaties; "Eleanor Put Your Boots On" is bijvoorbeeld een nummer direct geschreven voor Kapranos’ vriendin Eleanor Friedberger.

## Visuele stijl en naam
De band is bekend om de Russische avant-garde die zij in hun stijl verwerken. Zo is de cover van You Could Have It So Much Better afgeleid van de foto die kunstenaar Aleksandr Rodtsjenko in 1924 maakte van Lili Brik. Ook de covers van verschillende singles gebruiken Russische avant-garde: de covers van "This Fire" en "Michael" zijn geïnspireerd op het werk van El Lissitzky (respectievelijk Versla de Witten met de Rode Wig en A Proun). De avant-garde is ook terug te vinden in videoclips van Franz Ferdinand, zoals in die van "Take Me Out". Franz Ferdinand houdt zich zelf bezig met het ontwerp van de covers van hun uitgaven. Het heeft deels te maken met de artistieke achtergrond van de bandleden. Kapranos vertelt echter wel dat "kunst slechts een achtergrond is. Ik denk niet dat het alles overheerst. We zijn ons bewust van het visuele aspect van de band, dat is heel belangrijk, maar we beschouwen de band niet als een kunstproject, of zoiets belachelijks. Het is geen uitgedacht plan of zo, het is een heel natuurlijk iets. Maar het visuele is bijna net zo belangrijk als de muziek. Dus we houden ons wel bezig met het artwork van de covers van onze platen, de website en de videoclips. Het is net zo leuk om daarbij betrokken te zijn als bij de muziek."
De naam van de band was geïnspireerd door een renpaard dat ‘Archduke’ heette en nadat ze dit paard hadden gezien op de televisie, kwam er een discussie over archdukes (aartshertogen). Hierop dachten ze dat ‘Franz Ferdinand’ (naar aartshertog Frans Ferdinand van Oostenrijk-Este, de vermoorde troonopvolger van Oostenrijk-Hongarije) een goede naam voor de band zou zijn, omdat het lekker ritmisch klonk. Dit bespraken ze in een vroeg interview in het Schotse blad 'Is This Music?': "We vonden het vooral goed klinken" zegt Bob. "We vonden de alliteratie leuk. Hij was ook nog een ongelofelijk persoon", voegt Alex toe. "Zijn leven, of tenminste het einde daarvan, was de katalysator die de wereld compleet veranderde - hij zorgde voor een draai aan de geschiedenis (de moord op hem was de aanleiding tot de Eerste Wereldoorlog). Maar ik wil niet al te intellectueel doen over dat gedoe met die naam. In wezen moet een naam gewoon goed klinken - zoals muziek." Paul heeft echter een grotere voorstelling: "Ik vind de gedachte leuk dat, als we populair worden, misschien de woorden Franz Ferdinand met de band worden geassocieerd in plaats van met de historische figuur."

## Discografie

### Albums
| Album met eventuele hitnotering(en) in de Nederlandse Album Top 100 | Datum van verschijnen | Datum van binnenkomst | Hoogste positie | Aantal weken | Opmerkingen |
| ------------------------------------------------------------------- | --------------------- | --------------------- | --------------- | ------------ | ----------- |
| Darts of Pleasure                                                   | 2003                  | -                     |                 |              | ep          |
| Franz Ferdinand                                                     | 2004                  | 28-02-2004            | 18              | 62           |             |
| You Could Have It So Much Better                                    | 2005                  | 08-10-2005            | 9               | 23           |             |
| Tonight: Franz Ferdinand                                            | 2009                  | 31-01-2009            | 4               | 13           |             |
| Right Thoughts, Right Words, Right Action                           | 2013                  | 31-08-2013            | 3               | 8            |             |
| FFS'                                                                | 2015                  | 13-06-2015            | 13              | 6            |             |
| Always Ascending                                                    | 2018                  | 17-02-2018            | 19              | 2            |             |

| Album met hitnotering(en) in de Vlaamse Ultratop 200 albums | Datum van verschijnen | Datum van binnenkomst | Hoogste positie | Aantal weken | Opmerkingen |
| ----------------------------------------------------------- | --------------------- | --------------------- | --------------- | ------------ | ----------- |
| Franz Ferdinand                                             | 2004                  | 06-03-2004            | 7               | 49           |             |
| You Could Have It So Much Better                            | 2005                  | 08-10-2005            | 4               | 23           |             |
| Tonight: Franz Ferdinand                                    | 2009                  | 31-01-2009            | 6               | 16           |             |
| Right Thoughts, Right Words, Right Action                   | 2013                  | 31-08-2013            | 5               | 35           |             |
| FFS'                                                        | 2015                  | 13-06-2015            | 44              | 10           |             |
| Always Ascending                                            | 2018                  | 17-02-2018            | 21              | 9            |             |

### Singles
| Single met eventuele hitnotering(en) in de Nederlandse Top 40 | Datum van verschijnen | Datum van binnenkomst | Hoogste positie | Aantal weken | Opmerkingen                 |
| ------------------------------------------------------------- | --------------------- | --------------------- | --------------- | ------------ | --------------------------- |
| Take Me Out                                                   | 12-01-2004            | 06-03-2004            | tip14           | -            | Nr. 72 in de Single Top 100 |
| Matinée                                                       | 2004                  | -                     |                 |              | Nr. 73 in de Single Top 100 |
| This Fire                                                     | 08-11-2004            | 25-12-2004            | tip12           | -            | Nr. 85 in de Single Top 100 |
| Do You Want To                                                | 19-09-2005            | 15-10-2005            | tip11           | -            | Nr. 13 in de Single Top 100 |
| Walk Away                                                     | 05-12-2005            | -                     |                 |              | Nr. 84 in de Single Top 100 |
| The Fallen                                                    | 2006                  | -                     |                 |              | Nr. 91 in de Single Top 100 |
| Ulysses                                                       | 2009                  | -                     |                 |              | Nr. 74 in de Single Top 100 |
| No You Girls                                                  | 06-04-2009            | -                     |                 |              | Nr. 95 in de Single Top 100 |
| Love Illumination                                             | 2013                  | 06-07-2013            | tip9            | -            |                             |

| Single met hitnotering(en) in de Vlaamse Ultratop 50 | Datum van verschijnen | Datum van binnenkomst | Hoogste positie | Aantal weken | Opmerkingen |
| ---------------------------------------------------- | --------------------- | --------------------- | --------------- | ------------ | ----------- |
| Do You Want To                                       | 2005                  | 01-10-2005            | tip8            | -            |             |
| Walk Away                                            | 2005                  | 31-12-2005            | tip8            | -            |             |
| Ulysses                                              | 2009                  | 31-01-2009            | tip9            | -            |             |
| Can't Stop Feeling                                   | 2009                  | 22-08-2009            | tip19           | -            |             |
| Love Illumination                                    | 2013                  | 06-07-2013            | tip22           | -            |             |
| Evil Eye                                             | 2013                  | 05-10-2013            | tip7            | -            |             |
| Bullet                                               | 2013                  | 07-12-2013            | tip33           | -            |             |
| Fresh Strawberries                                   | 2014                  | 08-03-2014            | tip47           | -            |             |
| Stand on the Horizon                                 | 2014                  | 21-06-2014            | tip72           | -            |             |
| Johnny Delusional                                    | 2015                  | 27-06-2015            | tip90           | -            |             |
| Always Ascending                                     | 2017                  | 04-11-2017            | tip11           | -            |             |
| Feel the Love Go                                     | 2018                  | 10-02-2018            | tip38           | -            |             |
| Glimpse of Love                                      | 2018                  | 14-04-2018            | tip19           | -            |             |

### NPO Radio 2 Top 2000
| Nummer met noteringen in de NPO Radio 2 Top 2000 | '15 | '16 | '17 | '18 | '19 | '20 | '21 | '22 | '23 | '24 |
| ------------------------------------------------ | --- | --- | --- | --- | --- | --- | --- | --- | --- | --- |
| Take Me Out                                      | 783 | 830 | 669 | 688 | 833 | 861 | 865 | 747 | 863 | 702 |

1. ↑  Een vetgedrukt getal geeft de hoogste notering aan.
2. ↑  2015 was het eerste jaar met een notering voor dit nummer.

### Remixalbum
| Jaar | album |
| ---- | --- |
| 2009 | Blood: Franz Ferdinand - Uitgave: 1 juni 2009 - Platenmaatschappij: Domino Records - Producer: Dan Carey |

### Video
| Jaar | album                                                                                           |
| ---- | ----------------------------------------------------------------------------------------------- |
| 2005 | Franz Ferdinand - Uitgave: 28 november 2005 - Platenmaatschappij: Domino Records - Formaat: dvd |

## Onderscheidingen
| Jaar | Onderscheiding        | Categorie                          |
| ---- | --------------------- | ---------------------------------- |
| 2004 | Mercury Music Prize   | Mercury Prize (Franz Ferdinand)    |
| 2004 | Ivor Novello Awards   | Ivor Novello Award                 |
| 2004 | MTV Video Music Award | Breakthrough Video ("Take Me Out") |
| 2004 | NME Awards            | Philip Hall Radar Award            |
| 2004 | Q Awards              | Best Video ("Take Me Out")         |
| 2005 | Brit Awards           | British Group                      |
| 2005 | Brit Awards           | British Rock Act                   |
| 2005 | NME Awards            | Best Band                          |
| 2005 | NME Awards            | Best Album (Franz Ferdinand)       |
| 2005 | NME Awards            | Best Track ("Take Me Out")         |
| 2006 | NME Awards            | Best Live Band                     |